# 小行星5776
小行星5776（英語：5776）是一颗围绕太阳公转的小行星。1989年10月29日，T. Hioki、川里信弘在奥多摩町发现了此天体。
这颗小行星的绝对星等为57.92038301116314等。